# Jean-François Réalier-Dumas
Pour les articles homonymes, voir Réalier-Dumas et Dumas.
Jean-François Réalier-Dumas, né le 31 janvier 1788 à Valence et mort le 23 juin 1840 à Livron-sur-Drôme, est un magistrat et homme politique français.

## Biographie
Jean-François-Ignace Réalier-Dumas naît le 31 janvier 1788 à Valence et est baptisé le lendemain. Il est le fils de François-Henri Réalier-Dumas, magistrat, et de son épouse, Élisabeth Laurent. 
Magistrat sous la Restauration, Jean-François Réalier-Dumas est nommé conseiller à la Cour royale de Bastia en 1814, puis devient conseiller à la Cour royale de Riom en 1819. 
Il est député de la Drôme de 1831 à 1837, siégeant dans la majorité soutenant la Monarchie de Juillet. Il est procureur général à Alger en 1835. En juillet 1836, il est nommé procureur général à la Cour royale de Bastia. 
Il meurt le 23 juin 1840, lors d'un séjour dans la Drôme, à Livron.

## Écrits
- Mémoire sur la Corse, Paris, Plancher, 1819,  in-8°, 64 pages (Lire en ligne)

## Distinctions
- Chevalier de la Légion d'honneur (27 novembre 1835)[5]

## En savoir plus